# Momo Challenge

Le Momo Challenge (littéralement « Défi Momo ») est un canular et une légende urbaine qui s'est propagé à travers les médias sociaux et le téléphone cellulaire. Malgré un certain nombre de reportages et de communications provenant de parents affirmant qu'un personnage nommé Momo contacte des jeunes pour leur enjoindre d'accomplir certaines tâches dangereuses, le nombre de plaintes est relativement faible et aucun corps de police n'a confirmé les rumeurs de suicides associées au phénomène,,. Une analyse à froid indique qu’il y aurait eu un emballement médiatique bien supérieur à la réalité.

## Historique et réactions
Le Momo Challenge a été porté à l'attention du public par la vidéaste web Reignbot au mois de juillet 2018. Ciblant les adolescents, des usagers WhatsApp se présentant sous le nom de Momo tentent de convaincre d'autres utilisateurs du système de les contacter par téléphonie cellulaire. Imitant le modus operandi d'autres défis comme Blue Whale, les « joueurs » se voient enjoint de réaliser une série de tâches potentiellement dangereuses, un refus provoquant des menaces de représailles. Les menaces et les communications ultérieures sont souvent accompagnées par des photos inquiétantes, effrayantes ou sanglantes,,,.
Bien qu'aucun corps de police n'ait confirmé les rumeurs de victimes associées au phénomène, les autorités de plusieurs juridictions ont émis des avertissements s'accompagnant des conseils de sécurité web habituels. WhatsApp encourage ses utilisateurs à bloquer des numéros de téléphone liés au Défi Momo et à se plaindre aux autorités,.
Concernant les nombreux reportages faisant état des rumeurs de suicides, des experts en sécurité Internet ont indiqué que le phénomène est vraisemblablement le fruit de vidéastes Web qui s'amusent à créer ce genre de psychoses collectives, dont l'Internet a vu de nombreuses incarnations au cours des dernières années. Snopes, de même que des organisations de protection des enfants et des folkloristes ont estimé qu'il s'agit d'un canular, un exemple de panique morale,,. Au mois de septembre 2018, la plupart des numéros de téléphones associés à Momo étaient d'ailleurs hors service,,.
Plusieurs éléments démontreraient à ce jour que le Momo Challenge ait été en fait seulement une infox, qu'il n'ait en fait jamais existé.

### Argentine
Malgré plusieurs reportages laissant entendre qu'il y aurait un lien entre le Momo Challenge et le suicide d'une fille de 12 ans habitant à Ingeniero Maschwitz, les autorités n'ont confirmé aucun lien,,.

### Australie
À la suite des rapports sur le défi, le commissaire à la sécurité électronique a publié une déclaration concernant la situation.

### Brésil
Les autorités du Brésil n'ont confirmé aucun cas lié au Momo Challenge. La branche nationale de l'organisation à but non lucratif SaferNet a été contactée par les parents inquiets et a souligné qu'il ne s'agit qu'un exemple des nombreuses fraudes visant à extorquer de l'argent et des informations aux gens.

### Canada
Dans la province de Québec, les forces de police locales de Longueuil, Sherbrooke et Gatineau ont indiqué que des gens dans leur juridiction ont été en contact avec le Momo Challenge. Ils demandent aux gens de ne pas utiliser le numéro de téléphone fourni dans les messages WhatsApp et d'envoyer la capture d'écran des images de leur téléphone à la police. La Gendarmerie Royale du Canada et d'autres forces de police disent qu'ils surveillent la propagation du phénomène,,. Le service de police de Montréal (SPVM) collabore avec la CSDM pour transmettre des communiqués sur le phénomène aux parents des élèves.

### Europe
En France, un homme de La Guerche-de-Bretagne (Ille-et-Vilaine) a porté plainte pour « mise en danger de la vie d’autrui » contre YouTube, WhatsApp et l’État à la suite du suicide par pendaison de son fils de 14 ans, qu'il attribue au Momo Challenge. La police n'a pas confirmé de lien entre le décès de l'adolescent et ses activités sur internet,.
En Belgique, les autorités enquêtent sur le suicide par pendaison d'un garçon de 13 ans le 23 octobre 2018 au domicile de ses parents à Bertrix, mais n'ont pas confirmé que Momo Challenge a joué un rôle,,.
En Allemagne, la police n'a repéré que des mentions faites dans des chaînes de lettres. Ils demandent à la population d'agir avec prudence lorsqu'ils sont confrontés à ce genre de contacts par téléphone cellulaire.
Au Luxembourg, la police n'a confirmé qu'un cas sur son territoire.
La police nationale espagnole a mis la population en garde, les invitant à rester à l'écart de nouveaux « défis » à relever sur des applications qui apparaissent sur WhatsApp, indiquant que le phénomène Momo est en vogue chez les adolescents.

### Inde
Le 29 août 2018, l'unité d'enquêtes criminelles de la police nationale a indiqué que des affirmations faites dans les médias alléguant des liens entre des suicides de jeunes gens et le Momo Challenge sont exagérées et sans fondement. La police croit que la plupart des invitations reçues en Inde sont le fait d'imitateurs qui souhaitent propager la panique. Un porte-parole de la police a indiqué que « jusqu'à maintenant, le jeu n'a fait aucune victime et aucune personne qui nous ont contacté à ce sujet n'a même fait le premier niveau du jeu ».
Cette déclaration de la police suit quelques semaines de couverture médiatique sur des cas qui n'ont pas été confirmés. Après avoir été alertée par une jeune femme ayant reçu une invitation du Momo Challenge, la police du Bengale a émis un avertissement, et son unité du crime électronique a ouvert une enquête. La police de Mumbai avait déjà commencé à avertir la population, bien qu'aucune plainte n'ait été déposée. La police n'a confirmé aucun lien entre le phénomène et le suicide d'une fille de 10 ans qui s'est suicidée après avoir rédigé un message exprimant son désarroi quant à des notes scolaires faibles,,,,.

### Mexique
L'unité sur la cybercriminalité du Mexique a distribué des informations aux parents sur les méthodes de ces comptes. Ils estiment qu'il s'est propagé par un groupe Facegroup fréquenté par les jeunes. Ils ont mis en garde ceux qui sont pris dans le système sur les risques d'automutilation, de piratage et d'extorsion de fonds,.

### États-Unis
Au début d'août 2018, diverses forces de police locales aux États-Unis ont mis en garde la population sur les dangers de ce phénomène. Certaines juridictions ont reçu plusieurs plaintes, mais aucune ne rapporte de violence.
Un agent de police dans l'Ohio a été surpris de voir le personnage de Momo dans une partie de Minecraft auquel son fils participait. Après que des reportages eurent commencé à faire état de la présence de Momo dans certaines variantes de ce jeu populaire, Microsoft a annoncé qu'il prend des mesures pour « limiter l'accès à ce mod » développé par des utilisateurs,.

### Tunisie
Le Ministère de l'Intérieur a émis une mise en garde contre ce phénomène, inquiet de l'impact qu'il pourrait avoir sur les jeunes.

## Image de «Momo»
Pour représenter « Momo », les comptes en question utilisent des photos d'une sculpture représentant un personnage mi-femme, mi-oiseau, produite par l'atelier d'effets spéciaux Link Factory, prise lors d'une exposition. Avec ses yeux exorbités et la bouche énorme, les images de la sculpture peuvent être assez effrayantes. Un gros plan du visage donne l'impression d'un masque, ou une femme aux traits étrangement déformés,.
Des reportages hâtifs indiquant que l'image était d'une sculpture de l'artiste japonaise Midori Hayashi se sont révélés incorrects. Hayashi a indiqué que ce n'était pas son œuvre, et des utilisateurs d'Internet ont identifié la source correcte.

## Adaptation cinématographique et produits dérivés
Le 11 juillet 2019, on apprend que le Momo Challenge a inspiré le prochain long-métrage de Takashige Ichise qui sera co-produit par Orion Pictures.